# سنجاق اسکندرون

تصویری از زمان قیومت فرانسه بر سوریه که سنجاق اسکندورن (Sanjak of Alexandretta) را در سال ۱۹۲۱-۲۲ جزء سوریه نشان می‌دهد.

سنجاق اسکندرون یکی از مناطق سوریه در زمان معاصر بوده که با وجود اینکه در سال ۱۹۳۹ به ترکیه الحاق شد برای سوری‌ها استان پانزدهم به شمار می‌رود.

در سال ۱۹۳۹ قیمومت فرانسه بر سوریه منطقهٔ اسکندرون که سرزمینی با ساکنان عربی بود و جمعیت ترک‌ها فقط ۱۰٫۶٪ از جمعیت تشکیل می‌داد را به دولت ترکیه واگذار کرد. و نیروهای خود را از این منطقه بیرون کشید و نیروهای ترک وارد این منطقه شدند و آن را جزء ترکیه تحت نام استان ختای خواندند، این اقدام موجب خشم عرب زبان‌های جهان و به ویژه مردم سوریه و اهالی اسکندرون شد. کشورهای عربی در نهایت ضعف قرار داشتند و نتوانستند اقدامی انجام دهند. ترکیه زبان عربی را در طول سالهای بعد از جنگ جهانی دوم ممنوع کرد. سوریه همواره در نقشه‌های کشوری اسکندرون را جزو اراضی لاینفک سوریه محسوب می‌کند.

## تاریخچهٔ اختلافات
استان اسکندرون که ترکیه نام آن را جمهوری هاتای گذارده، در سپتامبر ۱۹۳۸ به استقلال رسید، اما در سال ۱۹۳۹ و بر اساس موافقت‌نامه بین فرانسه و ترکیه، جزو خاک ترکیه اعلام شد، اما سوریه همواره این ادعا را رد کرده است.
شصت سال پس از این تاریخ یعنی در سال ۱۹۹۸، بحران در روابط دو کشور تا آنجا پیش رفت که "مسعود ییلماز" نخست‌وزیر وقت ترکیه در شصتمین سالگرد الحاق اسکندرون به ترکیه مدعی شد: "آنکارا به خاک هیچ کشوری چشم نداشته، ولی ما مصمم هستیم چشم آنهایی را که به خاک ما چشم دوخته‌اند کور کنیم".
سوری‌ها در پاسخ به مقامات ترکیه همواره بر حق تاریخی خود و این که هرگز از آن صرف‌نظر نخواهند کرد، تاکید داشته اند.
مجلس خلق سوریه سال گذشته تاکید کرد که منطقه جدا شده "اسکندرون" بخشی جدایی ناپذیر از خاک این کشور است و سوری ها تمام تلاش خود را برای بازگرداندن حق ربوده شده به صاحبان آن به کار خواهند گرفت.
مجلس خلق سوریه با صدور بیانیه ای در هشتاد و دومین سالگرد جدایی اسکندرون از سوریه، تصریح کرده که «مردم سوریه مصمم هستند تا با تلاش مردان ارتش عربی سوریه، تمامی سرزمین‌های غصب‌شده را بازپس گیرند و به پیروزی برسند؛ آنان همچنین بر بازسازی و ساخت سوریه تاکید دارند». در این بیانیه همچنین تاکید شده که توافق سه جانبه بین اشغالگران فرانسه، انگلیس و ترکیه در سال ۱۹۳۹ برای جدایی استان اسکندرون، توافقی شرم آور و نقض فاحش تعهدات دولت فرانسه و همچنین نقض آشکار و صریح معاهده.ای است که فرانسه در سال ۱۹۳۶ با دولت سوریه امضا کرده بود؛ این معاهده به معنای واقعی کلمه تصریح می‌کند که سوریه تمام تعهداتی را که در زمان قیمومیت بود، از جمله مناطق مستقل از نظر اداری بر عهده خواهد گرفت.
مجلس خلق سوریه خاطرنشان کرده که «نقش مشکوک نوادگان عثمانی‌ها در ترکیه (حکومت اردوغانی اخوانی) و مزدوران تروریست آن امروز و پس از گذشت این همه سال دوباره بازگشته است. رژیم اردوغان همچنان به حملات تروریستی خود علیه سرزمین های سوریه، اشغال بخش‌هایی از این کشور، غارت کارخانه‌ها، تاسیسات و کارخانجات آن و قاچاق اموال مسروقه به داخل کشور ترکیه ادامه می دهد.»
مجلس خلق سوریه همچنین در بیانیه خود اقدامات رژیم ترکیه علیه سوریه را نقض آشکار ساده ترین قواعد و اصول حقوق بشر و قوانین بین‌المللی و بشردوستانه دانسته است.
گفتنی است که، جدایی استان اسکندرون از سوریه نه توسط جامعه ملل در آن زمان و نه بعدا توسط جایگزین آن یعنی سازمان ملل متحد به رسمیت شناخته نشد و این به این معنی است که این منطقه از نظر بین المللی همچنان بخشی از خاک سوریه باقی است.

## ساختار سکانی
جدول زیر پراکندگی نژادی - دینی در سنجاق اسکندرون، در سال ۱۹۳۹ نشان می‌دهد.
| ترک - سنی     | ۲۰۳۹۴  | ۱۰/۶٪ |  |            |      |      |
| کرد - سنی     | ۵۴٬۸۰۰ | ۲۸٫۵٪ |  |            |      |      |
| ارمنی - مسیحی | ۲۳٬۶۰۰ | ۱۲٫۳٪ |  |            |      |      |
| عرب - سنی     | ۷۵۸۰۵  | ۳۹/۴٪ |  |            |      |      |
| عرب - مسیحی   | ۱۴٬۳۰۰ | ۷٫۴٪  |  |            |      |      |
| کرد علوی      | ۱۸۰۰   | ۰٫۹٪  |  | شرکس - سنی | ۱۱۰۰ | ۰٫۶٪ |
| یهود          | ۵۰۰    | ۰٫۳٪  |  |            |      |      |